# Oospila holochroa
Oospila holochroa là một loài bướm đêm trong họ Geometridae.